# Pedro Gialdroni
Pedro Gialdroni fue un director y autor teatral y actor de cine, radio y teatro uruguayo de larga trayectoria artística en Argentina.

## Carrera
Nacido en Uruguay, Pedro Gildroni se crio en el ambiente teatral argentino a comienzos de la década del siglo XX, donde desplegó su talento y su poder de improvisación a la hora de imitar, lo que lo convirtió en uno de los mejores capocómicos de la época.
En cine protagonizó en algunas películas mudas junto a primeras figuras del momento como Luis Arata, Olinda Bozán, Nelo Cosimi, Elías Alippi, Tita Merello, Silvia Parodi, Camila Quiroga, Angelina Pagano, Francisco Ducasse, entre otros.
En teatro integra la compañía de Pablo Podestá y Orfilia Rico en 1905 y 1906, junto con Aída Bozán, Atilio Supparo, Ubaldo Torterolo, Herminia Mancini y otros. Luego forma parte de un núcleo de intérpretes con Ada Cornaro, José Brieva y José Petray, que ofrecían sus espectáculos en la vieja sala del Nacional Norte de la calle Santa Fe. En 1915 pasó a integrar la "Compañía Juan Mangiante-María Esther Buschiazzo", junto con María Elena Ramírez, Herminia Mancini, Amalia Bernabé, Jacinta Diana, Nicolás Fregues, Ángel Quartucci, Esteban Gil Quesada y Pedro Quartucci, entre otros. En 1922 crea, actúa y dirige su propia compañía teatral con obras como El cabo Scamione (adaptación de Florencio Parravicini), La ilusión de Sabatucci de su propia autoría, Un gran señor de Ricardo Hicken y Una suegra ideal de Guillermo Bianchi. 

## Filmografía
- 1916: Resaca, donde aprendió a bailar el tema "La Tierrita".[3]
- 1917: El Conde Orsini.
- 1918: Buenos Aires tenebroso.
- 1919: En buena ley.[4]

## Teatro
- La esquila, zarzuela en un acto de Trejo y Reynoso. En esta obra hizo su debut interpretando a Don Fulgencio.
- Tango compadrón dedicado por parte de A. Metallo.
- En familia (1905), de Florencio Sanchez, con la Compañía de Pablo Podestá. Estrenada en el Teatro Apolo.
- Alma gaucha.
- Las píldoras de Hércules.
- Tormentas de verano
- La pasión de Cristo (1905).
- Mala laya (1911), estrenada en el Teatro Nacional.[5]
- Resaca (Versión teatral) (1915).
- Rozas (1916).
- Juvenilla (1920).
- La hermana Josefina (1939).